# نخبه التواریخ
کتاب نخبه التواریخ کتابی است تاریخی که به‌طور جامع و در نظم و نثر، از آغاز اسلام تا آخر سلطنت مظفرالدین شاه قاجار توسط میرزا اسماعیل خان لشکر نویس تفرشی معروف به دبیر نوشته شده‌است. این کتاب در شرح حال ائمه و رجال و جلوس و وفات پادشاهان و ارتحال علما و حوادث مهم و سوانح بحث می‌کند و برای هر مسئله تاریخی متناسب متین و شیوا تألیف شده‌است. 
استاد ابوالقاسم سحاب از استادان علوم انسانی مدتی شاگرد او بوده که در مجله یادگار دربارهٔ میرزا اسماعیل خان زیر عنوان ماده تاریخ سازی می‌نویسد :« استاد بی نظیر در فن ماده تاریخ سازی میرزا اسماعیل دبیر تفرشی است که اصول و قواعد این صنعت را ذیل نخبه التواریخ خود نگاشته و طرز ساختن ماده تاریخ را به حساب ابجد بیان نموده است .»
از مواد تاریخ او در کتاب مآثرالآثاراعتماد السلطنه آمده است که دبیر تفرشی در نخبۀ التواریخ اصل خواجه نصیر الدین از روستای طینوج یا توس نوژ می‌داند .
نسخه اصلی و خطی کتاب " نخبه التواریخ " نزد آقای ابوالقاسم سحاب نگهداری می‌شود و از لحاظ اینکه در حدود دو هزار مورد تاریخ زندگی و وفات در آن درج گردیده از کتب نفیس می‌باشد دو بیت ذیل که مصراع اخیر آن تاریخ وفات این عالم جلیل است درج گردیده:
رهبر خلق جهان حبر امام جمعه گل باغ نبوی میر محمد مهدی         
گشت و اصل چو بحق گفت بتاریخ دبیر ز جهان رفت علوی میر محمد مهدی = ۱۲۶۳
در کتاب نخبه التواریخ به روش حروف ابجد که در نگارش متون و هم چنین علم جفر (اعداد)کاربرد دارد و برای هر یک از حروف معادل عددی در نظر گرفته شده‌است در ثبت وقایع تاریخی در حالت نظم و نثر و شخصیت‌شناسی و طبع ها.استفاده شده‌است.
درتاریخ نخبة التواریخ دبیر تفرشی دربارهٔ تاریخ جلوس شاه عباس آمده است :
چو تاریخ جلوسش را بخواهی بگو <<ایام شاه عباس ثانی>>
ایام ۵۲ / شاه ۳۰۶ / عباس ۱۳۳ / ثانی ۵۶۱ / ۱۰۵۲= ۵۶۱+۱۳۳+۳۰۶+۵۲ 